# Resena
Resena (em latim: Rhesaina ou Rhesaena) foi uma cidade na província romana tardia da Mesopotâmia e uma sé episcopal sufragânea de Dara.
Resena foi uma importante cidade na extremidade norte da Mesopotâmia, perto da fonte do Caboras (perto do rio Cabur), e ficava no caminho entre Carras e Nicefório, a pouco mais de 100 quilômetros de Nísibis e a quarenta de Dara. Nas imediações, Gordiano III lutou contra os persas em 243 na Batalha de Resena. Atualmente é conhecida como Ras Alaim, Síria.
Suas moedas mostram que ela era uma colônia romana da época de Sétimo Severo. A Notitia dignitatum (ed. Boecking, I, 400) afirma que ela estava sob a jurisdição do governador ou duque de Osroena. Hierócles (Sinecdemo, 714, 3) também a localiza nesta província, mas com o nome de Teodosiópolis, o que revela que a cidade havia obtido o favor de Teodósio, o Grande, e recebeu o seu nome. A cidade foi fortificada por Justiniano I. Em 1393, foi completamente destruída pelas tropas de Tamerlão.

## Bispos
Le Quien (Oriens christianus, II, 979) menciona nove bispos de Resena:
- Antíoco, presente no Primeiro Concílio de Niceia (325);
- Eunômio, que, por volta de 420, forçou os persas a levantarem o cerco contra a cidade;
- João, no Concílio de Antioquia (444);
- Olímpio, no Concílio de Calcedônia (451);
- André (cerca de 490);
- Pedro, exilado com Seveniano (518);
- Ascólio, seu sucessor, um monofisista;
- Daniel (550);
- Sebastião (cerca de 600), um correspondente de Gregório, o Grande.

Esta sé foi novamente mencionada no século X em um "Notitia episcopatuum" grego do Patriarcado de Antioquia. Le Quien menciona dois bispos jacobitas: Escalita, autor de um hino e de homilias, e Teodósio (1035). Cerca de uma dúzia de outros são conhecidos.

## Atribuição
- "Rhesæna" na edição de 1913 da Enciclopédia Católica (em inglês).  Em domínio público.